# Chaoborus sampsera
Chaoborus sampsera är en tvåvingeart som beskrevs av Joshua R. Ogawa och Judd 2008. Chaoborus sampsera ingår i släktet Chaoborus och familjen tofsmyggor. Inga underarter finns listade i Catalogue of Life.